# Virgen del Espino (Soria)
La Virgen del Espino es una advocación mariana que se venera en la iglesia de su nombre, en la ciudad de Soria (Castilla y León, España). También se conoció con el título de Nuestra Señora de Covaleda.

## Historia
El origen del culto a la Virgen del Espino se remonta al siglo XIII. En 1270 figura ya en el Padrón de vecinos que mandó hacer el rey don Alfonso X a Diego Gil de Ayllón, pero no con el título del Espino, sino con el topónimo de Covaleda. En 1352 ya encontramos el de Santa María del Espino. La iglesia de Nuestra Señora del Espino es el templo de mayor rango de Soria, después de la Concatedral de San Pedro. Durante siglos tuvo un pequeño cabildo, similar al de una colegiata. Ya en 1547 se refieren a su templo como una “casa de mucha devoción e muy principal en la ciudad de Soria”. 
Mediado el siglo XVII Fray Gregorio Argaiz escribió: “Es imagen milagrosa y, según papeles del Archivo, su primer asiento fue en Covaleda, lugar de los Pelendones, donde nace el río Duero, y cuando se perdió España, los cristianos la escondieron entre unas peñas, porque los moros no la topasen. Pasados muchos años quiso Dios que se apareciese a un pastor de Soria en un espino, por lo cual la tienen puesta en un árbol de esta especie. La llevaron a Soria, que está a seis leguas, llamándola Nuestra Señora de Covaleda”. Con esta leyenda, se ha querido tal vez explicar, el nombre primitivo de su iglesia aunque es posible que desde sus orígenes, se denominaría con los dos nombres indistintamente.
Hacia el año de 1659, el citado G. Argaiz, en su obra Memorias Ilustres de la Santa Iglesia y el obispado de Osma, decía que por los muchos milagros que ha obrado, los ciudadanos de Soria la tienen por su Patrona. Desde 1726 se puede leer en los libros parroquiales el patronazgo de la Virgen del Espino sobre la ciudad de Soria; pero siempre ha estado muy arraigada su devoción en la religiosidad popular. La buena disposición de la ciudad con su patrona, queda manifestada en el siguiente relato recogido de un acta del Cabildo de la Colegiata de San Pedro de Soria de 19 de mayo de 1690, y que recoge los
actos con motivo de la colocación de la imagen de la Virgen en su altar: "Que la Ciudad con el celo que tenía de cortejar a Nuestra Señora del Espino en la Colocación que trata hacer volviéndola a su altar le había ordenado pasase a suplicar a este Cabildo tubiese por bien que el viernes que viene que se contaran dos de Junio, para que esta función se haga con todo lucimiento se vaia por Nuestro Patron San Saturio, y se traiga a esta Santa Yglesia; que el día siguiente sábado por la tarde bajara la Ciudad y con el Cauildo en prozession se subiera el santo al Espino, de donde se sacara la imagen
de Nuestra Señora y se hará la procesión por las calles que mejor parezca, a que se seguirá hacer la colocación e inmediatamente voluer a vajar el Santo. Y que el domingo por la mañana, se voluera con el Santo a dicha parroquia adonde se dirá Missa y Sermon el que acabado se volverá el Santo a esta Santa Yglesia".
Además la Virgen del Espino es madrina de honor de la Virgen de los Milagros de Ágreda.

## Festividad

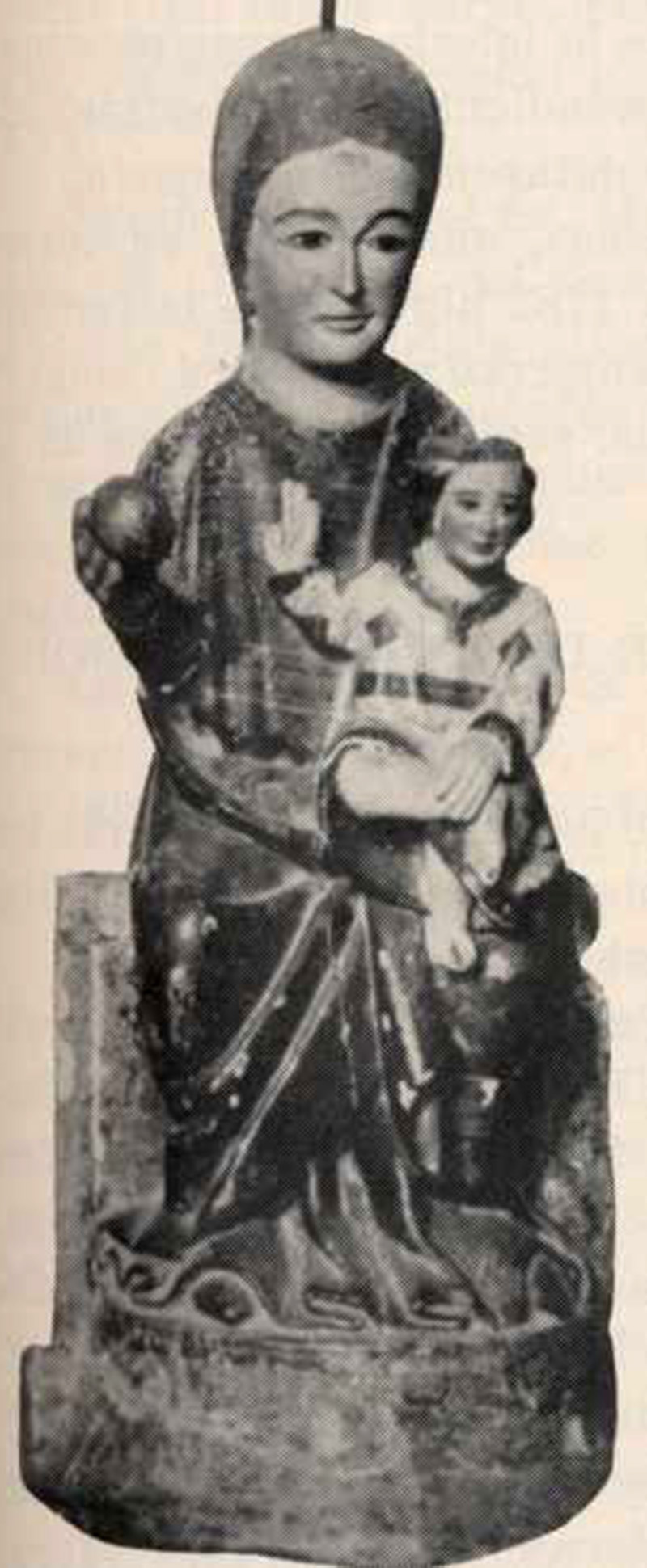
La primitiva imagen de la Virgen del Espino.

Su festividad se celebra el 8 de diciembre. En los siglos XV y XVI ya los Cabildos Colegial, Parroquial y Municipal celebraban la fiesta de la Inmaculada, como voto concepcionista. En un acuerdo del 24 de diciembre de 1685, se cita como una de las festividades a las que asiste la Ciudad; El día de Nuestra Señora de la Concepción, ocho de Diciembre, se baja a dicha Iglesia Colegial y se sube en procesión general a Nuestra Señora del Espino, de donde se vuelve en procesión con dicho Cabildo General. En 1755 especial por haberse librado Soria de un terremoto. En 18 de febrero de 1743 Simón de Viñas, Sargento Mayor del Regimiento de Soria, de milicias de Infantería, pidió un patronazgo a la ciudad y le dio a la Inmaculada y San Saturio, dando después gracias por los triunfos y protección obtenidos. 
El 8 de diciembre de 1953, fiesta de la Inmaculada, se colocaba en su Camarín la nueva imagen de Nuestra Señora del Espino, tallada en Madrid, por el artista Félix de Frutos, y costeada, generosamente, por el excelentísimo Ayuntamiento de la ciudad de Soria.

## Iconografía
La imagen actual es una réplica, hecha en 1953, de la que se quemó, la cual era morena y databa del siglo XIV o XV. Según una descripción de G. Argaiz: "La imagen es pequeña, de un codo de alta, muy morena, tiene al Niño en el brazo izquierdo y una manzana en la mano derecha". La imagen actual, en la que se armonizaron las proporciones y facciones de la Virgen y el Niño, representa a María sedente, con el Niño sobre la rodilla izquierda y mostrando una manzana en la mano derecha. Fue encargada al artista Félix de Frutos y costeada por suscripción popular.
Así mismo se conserva una talla más antigua de esta Virgen de los siglos XII o XIII que participó en la exposición del Fuero de Soria en 2006. Se encontraba sobre la pila del agua bendita, sentada con el niño sobre las rodillas y el lirio en la diestra. En 1922 se afirmaba que era idéntica a la Virgen titular. Esta talla se halla actualmente en el museo de la Concatedral de Soria.